# نجيب الزامل
نجيب عبد الرحمن الزامل كاتب سعودي، ولد في يوليو 4 في عام 1955 ميلاديا. عين عضواً في مجلس الشورى في السعودية عام 1430هـ (2009م)، وعرف باهتمامه بالعمل التطوعي وبتوليه رئاسة مجلس إدارة جمعية العمل التطوعي في السعودية. كتب في عدد من الصحف من بينها صحيفة اليوم السعودية، وصحيفة الاقتصادية.

## التعليم
- تلقى تعليمه العام في مدارس شركة أرامكو السعودية.[4]

## العمل
- عين عضواً في مجلس الشورى عام 2009م.[5]
- أسس ورأس مجلس إدارة جمعية العمل التطوعي.[6]

## المؤلفات
- (نزهة في سبعة أيام) الجزء الأول.
- (نزهة في سبعة أيام) الجزء الثاني.
- (رسالة إلى ابنتي) صدر عام 2017م.[7]

## الجوائز
- حاصل على جائزة «شخصية العام التطوعية» في العالم العربي عام 2011م،[8] وكرم بالجائزة ضمن فعاليات الملتقى الإعلامي الأول للعمل التطوعي الذي أقيم في مدينة شرم الشيخ في مصر في 5 مايو 2011م.[9]

## الوفاة
- توفي نجيب الزامل في ماليزيا بعد معاناة مع مرض الكلى صباح يوم السبت 4 يناير 2020م.
- دفن في مكة المكرمة.[10][11]

## المبادرات
أطلقت عائلة الزامل مبادرة نجيب عبد الرحمن الزامل المجتمعية التي تتمحور على دعم المحتوى الفكري والتدريب والعمل المجتمعي، وتنبع رسالتها من قيم المجتمع السعودي من خلال نشر التفاؤل والإيجابية، ورؤيتها أن تكون هذه المبادرة رافداً فاعلاً من روافد الإيجابية في السعودية.